# Ецинген
Ецинген (њем. Ötzingen) општина је у њемачкој савезној држави Рајна-Палатинат. Једно је од 192 општинска средишта округа Вестервалд. Према процјени из 2010. у општини је живјело 1.369 становника. Посједује регионалну шифру (AGS) 7143060.

## Географски и демографски подаци
Ецинген се налази у савезној држави Рајна-Палатинат у округу Вестервалд. Општина се налази на надморској висини од 310 метара. Површина општине износи 6,0 km². У самом мјесту је, према процјени из 2010. године, живјело 1.369 становника. Просјечна густина становништва износи 229 становника/km².